# Saint-Marcel-sur-Aude
För andra betydelser, se Saint-Marcel.
Saint-Marcel-sur-Aude är en kommun i departementet Aude i regionen Occitanien  i södra Frankrike. Kommunen ligger  i kantonen Ginestas som ligger i arrondissementet Narbonne. År 2022 hade Saint-Marcel-sur-Aude 2 019 invånare.

## Befolkningsutveckling
Antalet invånare i kommunen Saint-Marcel-sur-Aude
Referens: INSEE